# Saint-Florent (Loiret)
Saint-Florent – miejscowość i gmina we Francji, w Regionie Centralnym, w departamencie Loiret.
Według danych na rok 1990 gminę zamieszkiwało 450 osób, a gęstość zaludnienia wynosiła 12 osób/km² (wśród 1842 gmin Regionu Centralnego Saint-Florent plasuje się na 718. miejscu pod względem liczby ludności, natomiast pod względem powierzchni na miejscu 202.).